# Амири, Аббас
Абба́с Ами́ри Мокадда́м (перс. عباس امیری‎; 21 июня 1950, Гилян — 26 февраля 2011, Решт, Иран) — иранский актёр. Получил известность благодаря своей роли Анх Маху в телесериале «Пророк Юсуф», снятый в 2008 году.

## Биография
Родился 21 июня 1950 года в Гиляне (Иран). После окончания школы, он поступил в театр по имени Решт[что?] и начал сниматься в кино. Он был номинирован на «Хрустального симурга» 24-го фестиваля «Фаджр» в Тегеране в категории «Лучшая мужская роль второго плана» за фильм «Где-то далеко» (2005). Среди его самых запоминающихся ролей были жрец храма Амона в сериале «Пророк Юсуф» и Абу Мусы аль-Ашари в сериале «Имам Али». Последней его ролью был Амир ибн Масуд в сериале «Сказание о Мухтаре».
Аббас Амири погиб в результате автомобильной аварии утром 26 февраля 2011 года.

## Фильмография

###### Фильмы
- Где-то далеко — 2005

- Путешествие в Хиладоу — 2005
- Посмотри на меня — 2002
- Управление эффект — 2001
- Тик — 2001
- Правила игры — 1997
- Семь камней — 1997
- Исповедь — 1996
- День зла — 1994
- Судный день — 1994
- ДМРЛ — 1993
- Восстание — 1993
- Крабовая атака — 1992
- Май легендарный пантеры — 1991
- Голодные волки — 1991
- Невеста — 1990
- Отрицательный — 1989
- Оружие на рассвете — 1988

- Пожар в зимнее время — 1985

###### Сериалы
- Пророк Юсуф — 2008
- Имам Али
- Лагори
- Шах
- Переломный момент

## Номинации и награды
- 2006 — номинация 24-го международного кинофестиваля «Фаджр» в категории «Лучшая мужская роль второго плана» («Где-то далеко», 2005)[1]